# 宮城県美田園高等学校
宮城県美田園高等学校（みやぎけんみたぞのこうとうがっこう）は、宮城県名取市美田園二丁目にある県立高等学校。通信制である。

## 概要
学校名の「美田園」は、「学校所在地を表し、その語感から広大で自然豊かな教育環境をイメージさせ、生徒たちの新たな学びの場として独立する通信制高校としても相応しい名称である」とされている。校章も同じく美田園をモチーフにしている。
教育目標は「自分及び他者の存在をかけがえのないものとして理解し、尊重する態度を育てるとともに、人とのかかわりを通して主体的に生きる力を身に付け、志をもって社会に貢献する人間を育成する」
通信制のため学年はなく、「年度」と呼ぶ。選択科目には「ビジネス基礎」「簿記」「経済活動と法」のように商業高校科目も設置されている。必修科目を除き自由に時間割を組むことができる。
「生徒の民主的な自治活動により堅実明朗な学校生活を実現すること」を目的として生徒会が設置されており、現在の校歌はこの生徒会によって作詞された。始業式や修了式にあたる行事を「開講式」「閉講式」と呼ぶ。

## 歴史

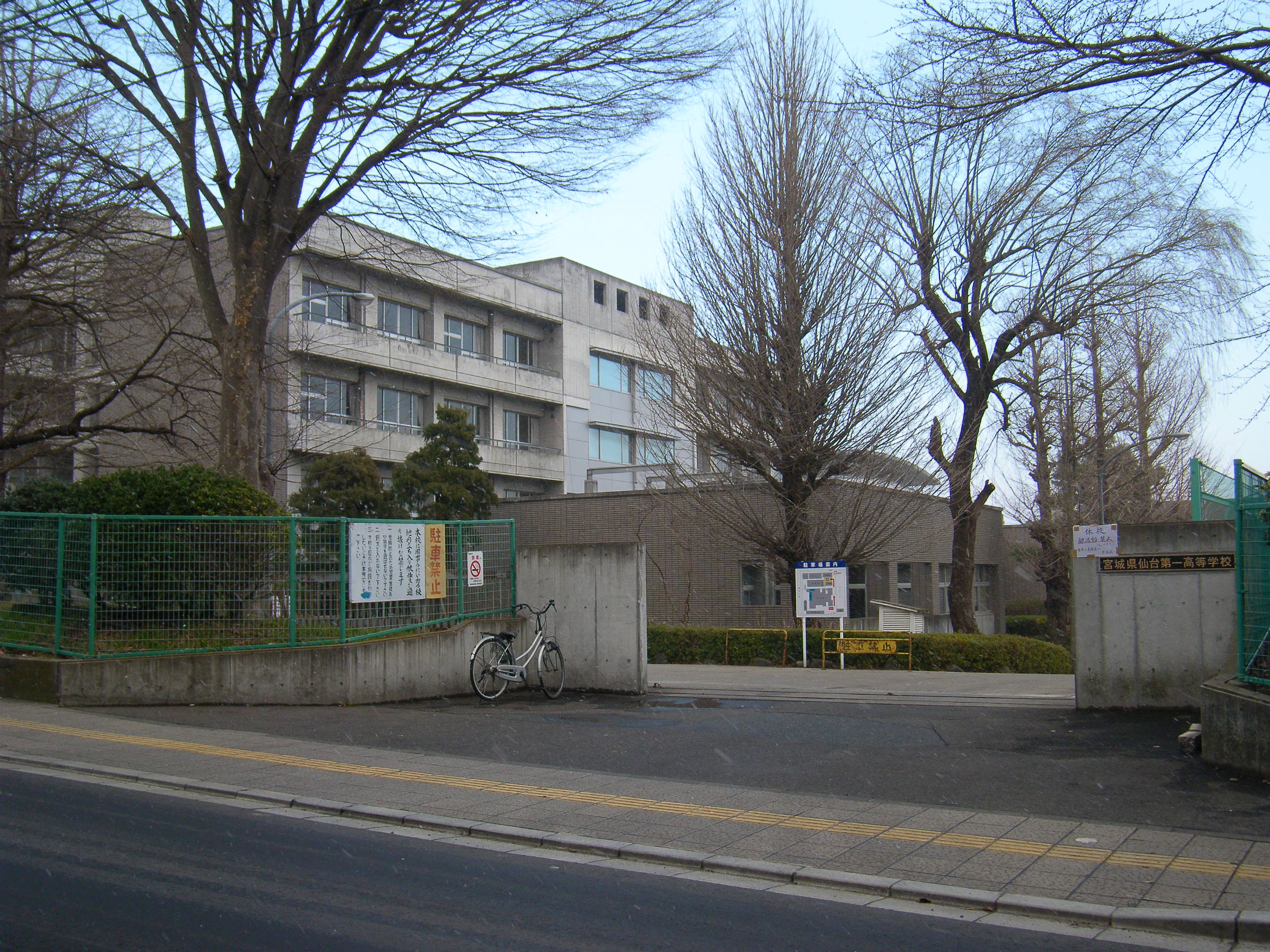
設立当初の校舎(仙台一高)

- 2012年4月1日 - 宮城県仙台第一高等学校の通信制課程が独立し開校。開校当時は仙台第一高等学校の敷地内で授業を行った。
- 2013年4月1日 - 現在地に移転。

## 交通アクセス
- 仙台空港鉄道美田園駅下車。